# Chitonanthera
Chitonanthera là một chi thực vật có hoa trong họ, Orchidaceae.